# 호리에 카즈마
호리에 카즈마(堀江 一眞/ほりえ かずま, 1976년 7월 23일 ~ )는 일본의 남성 성우이자 배우이다. 본명은 호리에 히데나오(堀江 秀尚/ほりえ ひでなお)이다. 도쿄도 출신 악센트 소속이다.

## 출연 작품

### TV 애니메이션
2006년
- 키바(노아)

2008년
- 나츠메 우인장(타누마 카나메)
- S.A 스페셜 에이(츠지 류)

2009년
- 바이스 서바이브(죠)
- 나츠메 우인장 2기(타누마 카나메)

2010년
- 듀라라라(야기리 세이지)

2011년
- 나츠메 우인장 3기(타누마 카나메)
- 드래곤 크라이시스(사이키)

2012년
- 나츠메 우인장 4기(타누마 카나메)